# 제15회 금마장
제15회 금마장의 시상식에 관한 내용이다.

## 수상 및 후보

### 작품상
- 왕양중적일조반 - 이행 수상

### 감독상
- 왕양중적일조반 - 이행 수상

### 남우주연상
- 진한 수상

### 여우주연상
- 염뇨 수상

### 남우조연상
- 곡명륜 수상

### 여우조연상
- 귀아려 수상